# Blue Diamond
Blue Diamond es un personaje ficticio que apareció en los comics books publicado por Marvel Comics, en su anterior denominación como empresa de los años 40 Timely Comics.
Un villano no relacionado llamado Blue Diamond aparece como enemigo en The Human Torch #11 (primavera 1943).

## Publicación
Blue Diamond apareció por primera vez en Daring Mystery Comics #7 (abril de 1941), publicado por la predecesora de Marvel en los 40, Timely Comics, durante la época llamada Edad de oro de los comic-books. Durante ese tiempo, apareció solo en ese número y su siguiente y última edición, #8 (enero de 1942). Fue dibujado por Jack Kirby y escrito por Joe Simon.
La mayoría de las aventuras de los personajes de la Segunda Guerra Mundial aparecen en varios flashback como en Marvel Premiere #29-30 (abril, junio de 1976), Los Invasores #6 (mayo de 1976), #35-38 (diciembre 1978-marzo 1979), y #41 (septiembre de 1979), y en la serie posterior New Invaders #2 (noviembre de 2004) #9 (junio de 2005), y Citizen V and V Battalion: The Everlasting #1 (marzo de 2002), algo parecido ocurrió con el equipo de la Segunda Guerra Mundial Liberty Legion en Marvel Two-in-One #20 (octubre. 1976) y Marvel Two-In-One Annual #1 (1976). También aparece en flashbacks como miembro de Crazy Sues en All-Winners Squad: Band of Heroes (2011).
Blue Diamond hizo una aparición en la continuidad actual en Marvel Two-In-One #79 (septiembre de 1981).

## Biografía del Personaje
Elton T. Morrow fue un arqueólogo que encontró un misterioso diamante azul en una expedición a la Antártida. El diamante era una pieza del árbol Lifestone, el cual da poder por el alien "Los ochos Elegidos del destino". Un submarino alemán ataca el barco de Morrow en el camino de vuelta y es el único superviviente. Una explosión destroza el diamante durante la batalla, yendo a parar al cuerpo de Morrow miles de pequeños fragmentos. Tras ser rescatado por un barco británico, descubre que los fragmentos del diamante le confiere una piel tan dura como el diamante, dándole fuerza sobrehumana e invulnerabilidad. Nombrándose a sí mismo como, luchó contra los espías nazis en la Segunda Guerra Mundial como parte de Crazy Sues.
Después de años de retiro, Blue Diamond retomó sus aventuras para ayudar a la cosa a derrotar a Shanga, un alien de cristal. Shanga se enamoró de Blue Diamond y lo convirtió en un humanoide de diamante viviente y siendo su consorte. Morrow volvió a la tierra para unirse a los nuevos Invasores.

## Poderes y habilidades
Las extrañas partículas de diamante azul incrustadas en su cuerpo le confiere una piel tan impenetrable como el diamante, dándole una fuerza sobrehumana e invulnerabilidad. Después de que su cuerpo fuera modificado por Shanga, Blue Diamond adquirió el poder de volar y la habilidad de soportar el vacío del espacio. Estas alteraciones también revirtieron los efectos de la edad en él.